# Austrian International 2003
Die Austrian International 2003 fanden vom 24. bis zum 27. April 2003 in Pressbaum statt. Es war die 33. Austragung dieser offenen internationalen Meisterschaften von Österreich im Badminton.

## Sieger und Platzierte
| Disziplin    | Gold                               | Silber                               | Bronze                               |
| ------------ | ---------------------------------- | ------------------------------------ | ------------------------------------ |
| Herreneinzel | Przemysław Wacha                   | Aamir Ghaffar                        | Antti Viitikko                       |
| Herreneinzel | Przemysław Wacha                   | Aamir Ghaffar                        | Kasperi Salo                         |
| Dameneinzel  | Xu Huaiwen                         | Petya Nedelcheva                     | Elena Sukhareva                      |
| Dameneinzel  | Xu Huaiwen                         | Petya Nedelcheva                     | Judith Meulendijks                   |
| Herrendoppel | Michał Łogosz Robert Mateusiak     | Stanislav Pukhov Nikolai Sujew       | Imanuel Hirschfeld Jörgen Olsson     |
| Herrendoppel | Michał Łogosz Robert Mateusiak     | Stanislav Pukhov Nikolai Sujew       | Vincent Laigle Svetoslav Stoyanov    |
| Damendoppel  | Ekaterina Ananina Irina Ruslyakova | Natalia Gorodnicheva Elena Sukhareva | Elin Bergblom Johanna Persson        |
| Damendoppel  | Ekaterina Ananina Irina Ruslyakova | Natalia Gorodnicheva Elena Sukhareva | Kamila Augustyn Nadieżda Kostiuczyk  |
| Mixed        | Simon Archer Donna Kellogg         | Fredrik Bergström Johanna Persson    | Victoria Hristova Svetoslav Stoyanov |
| Mixed        | Simon Archer Donna Kellogg         | Fredrik Bergström Johanna Persson    | Jesper Thomsen Majken Vange          |

## Finalergebnisse
| Disziplin    | Sieger                             | Finalist                             | Ergebnis         |
| ------------ | ---------------------------------- | ------------------------------------ | ---------------- |
| Herreneinzel | Przemysław Wacha                   | Aamir Ghaffar                        | 15-10 15-13      |
| Dameneinzel  | Xu Huaiwen                         | Petya Nedelcheva                     | 11-7 11-1        |
| Herrendoppel | Michał Łogosz Robert Mateusiak     | Stanislav Pukhov Nikolai Sujew       | 15-6 16-17 15-11 |
| Damendoppel  | Ekaterina Ananina Irina Ruslyakova | Natalia Gorodnicheva Elena Sukhareva | 11-8 7-11 11-5   |
| Mixed        | Simon Archer Donna Kellogg         | Fredrik Bergström Johanna Persson    | 11-6 5-11 11-6   |